# ATP Genova 1993
L'ATP Genova 1993, noto come IP Cup per motivi di sponsorizzazione, è stato un torneo professionistico maschile di tennis giocato sulla terra rossa. È stata la 13ª edizione del torneo – la quarta inserita nell'ATP Tour – era della categoria ATP World Series e si è svolta nell'ambito dell'ATP Tour 1993. Si è giocato dal 14 al 20 giugno 1993 al Circolo di Tennis di Valletta Cambiaso a Genova, in Italia.
È stata la quarta e ultima edizione di questo torneo giocata a Genova, le edizioni precedenti si erano svolte a Bari sotto l'egida del Grand Prix. L'anno successivo il torneo fu trasferito a Sankt Pölten, in Austria

## Campioni

### Singolare
Thomas Muster ha battuto in finale  Magnus Gustafsson con il punteggio di 7–6(3), 6–4

### Doppio
Sergio Casal /  Emilio Sánchez hanno battuto in finale  Mark Koevermans /  Greg Van Emburgh con il punteggio di 6–3, 7–6